# Riu Quweiq
El Quweiq o Queiq (àrab: قُوَيْق, Quwayq, amb moltes variants ortogràfiques) conegut a l'antiguitat com a Belus (grec antic: Βήλος) o Chalos, és un riu i una vall que discorren a través de Turquia i de la governació d'Alep, a Síria.

## Recorregut

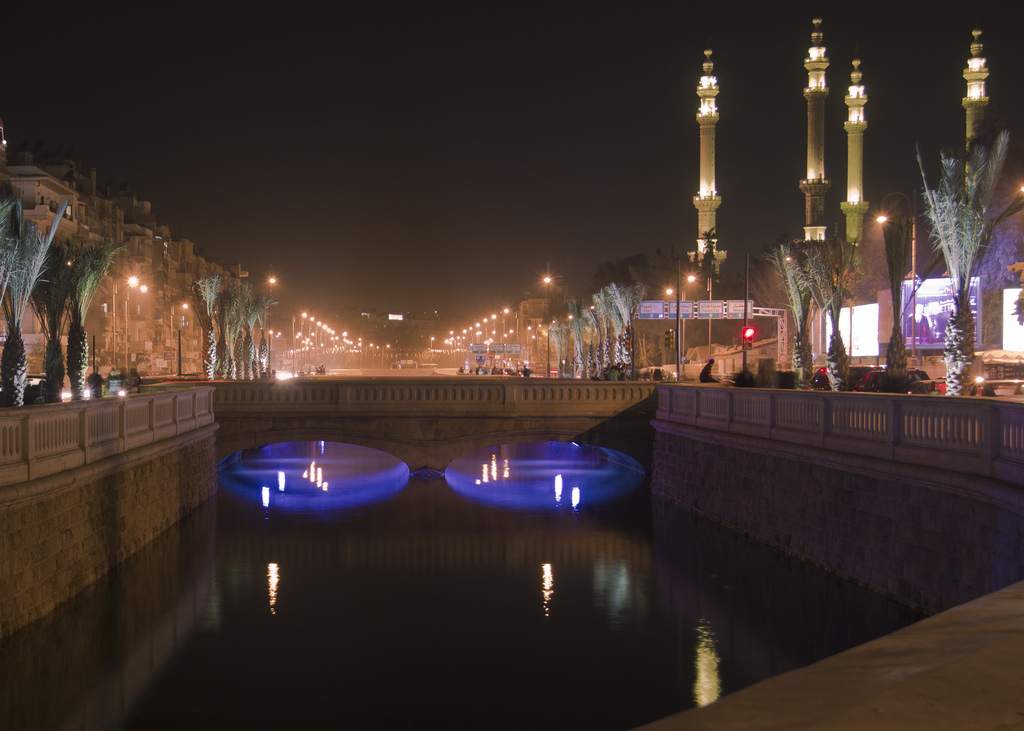
El Quweiq al seu pas pel centre d'Alep.

Té una llargada de 129 quilòmetres i travessa la ciutat d'Alep, al nord de Síria. Neix de l'altiplà meridional d'Aintab, al sud-est de Turquia. El riu Akpınar a la plana de Kilis és una de les capçaleres del Quweiq. L'antiga ciutat de Qinnasrin es trobava a les seves ribes. En part flueix al llarg de la vora occidental de la depressió de Matah. La vall ha estat ocupada durant milers d'anys i en l'antiguitat la vall de Quweiq era coneguda per les seves indústries de sílex i ceràmica.

## Explotació

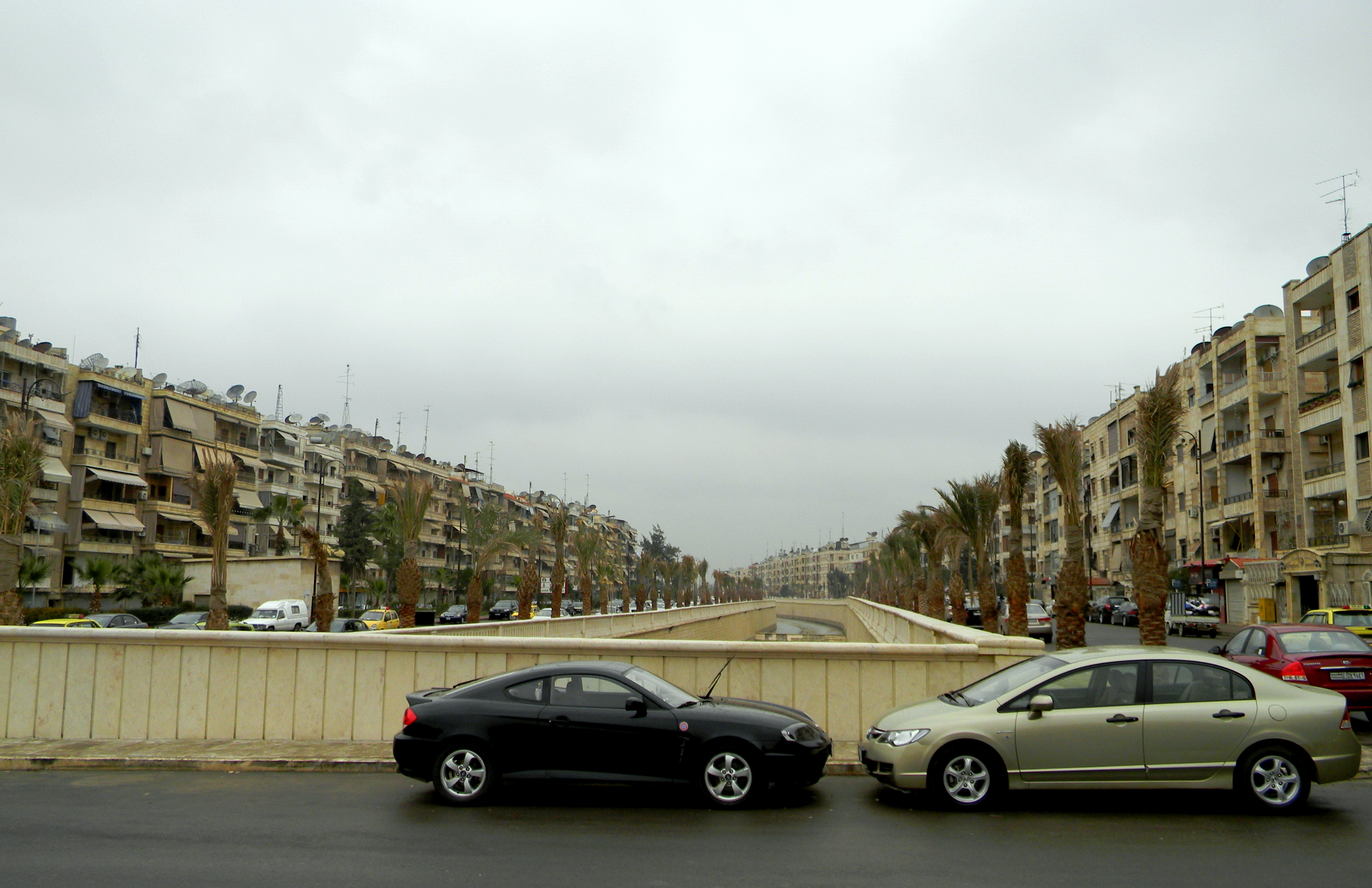
El Quweiq a Alep.

El riu es va assecar completament a finals dels anys 60, a causa dels projectes de regadiu al costat turc de la frontera. Recentment, l'aigua de l'Eufrates s'ha desviat per reviure el riu i així reactivar l'agricultura a les planes del sud d'Alep. Tot i així encara hi ha sirians que se senten ressentits amb els turcs pel seu ús del riu. Per revifar el riu i posar en servei el reg, l'estació de bombament d'aigua de Tal Hasel es va obrir el 2008 a la zona rural d'Alep. L'estació es va restaurar després dels danys patits el 2012 i es va tornar a posar en funcionament el juliol de 2022.

## Massacre del riu Queiq
A finals de gener de 2013, durant la Guerra Civil siriana, els cossos d'aproximadament 110 homes i nens, la majoria amb les mans lligades a l'esquena, la boca tapada amb cinta adhesiva i ferides de bala al cap, van ser trobats als vorals del riu en una part d'Alep controlada per les forces d'oposició. Molt poques de les víctimes eren més grans de 30 anys. Moltes víctimes mostraven signes de tortura.
Entre febrer i mitjans de març del 2013, es van extreure del riu entre 80 i 120 cossos addicionals. L'aparició contínuada de cadàvers ha portat els vilatans a referir-se al riu Queiq com «El riu dels màrtirs». Al març, un equip de filmació del Canal 4 britànic, va filmar a residents que treien quatre cossos del riu en un sol matí. A finals de març, les autoritats opositores d'Alep van reduir el flux de l'aigua al riu perquè ja no pogués transportar més cossos riu avall.